# Орлов Володимир Натанович
Володи́мир Ната́нович Орло́в (8 вересня 1930 — 25 листопада 1999) — радянський та український дитячий письменник, поет і драматург.

## Біографія
Народився в родині працівника типографії. До того як почати письменницьку діяльність працював слюсарем та моряком, а також розтирав фарби у художній майстерні та вчився кравчити.
Першим на його вірші звернув увагу Самуїл Маршак, який привіз їх у Москву. Загалом Орлов написав понад п'ятдесят дитячих книжок. Його твори «Хто в домі живе», «Перша доріжка», «Ранковий поїзд», «Якщо ми разом», «Хрюня ображається», «Дива приходять на світанку» та інші неодноразово перевидавалися в СРСР. 
Крім того, Орлов написав понад два десятки п'єс для лялькових театрів, найвідоміша — «Золоте курча». За мотивами п'єси у 1981 році вийшов мультфільм, а згодом, у 1993 році, художній фільм.
У 1988 році Орлова було нагороджено премією «Золоте теля».
Помер 25 листопада 1999 року в рідному Сімферополі. Похований на сімферопольському цвинтарі «Абдал».
У 2000 році на честь Володимира Орлова названа Кримська республіканська дитяча бібліотека.

## Фільмографія
Сценарист:
- «Автомат» (1965, мультфільм, студія «Союзмультфільм»)
- «Нічні капітани» (1978, мультфільм)
- «Кольорове молоко» (1979, мультфільм)
- «Золоте курча» (1981, мультфільм)
- «Розгардіяш» (1988, мультфільм)
- «Ворона» (1992, мультфільм, студія «Союзмультфільм»)
- «Золоте курча» (1993, кінофільм, екранізація однойменної п'єси В. Орлова)